# Miele
Pour les articles homonymes, voir Miele (film).

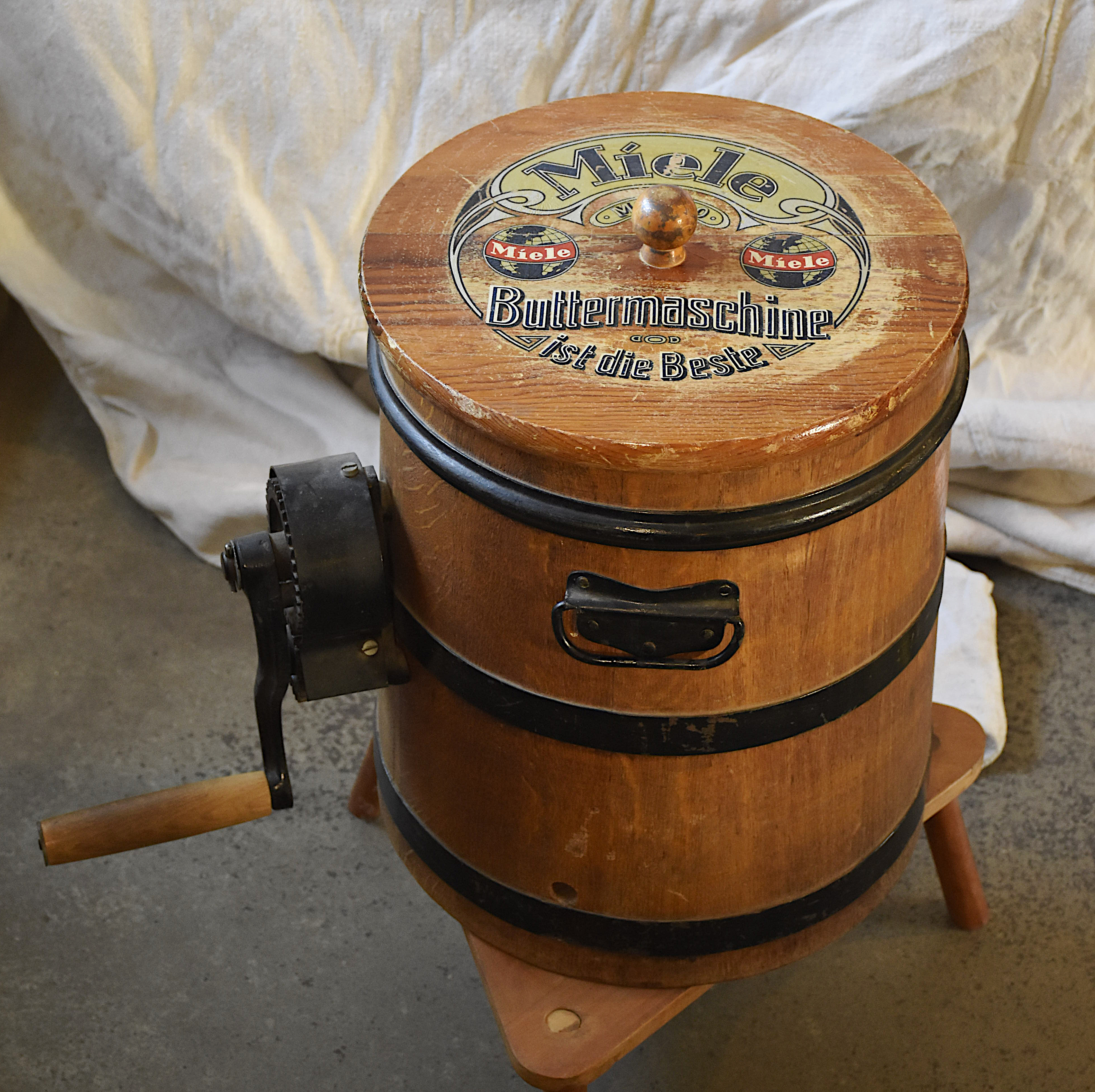
Baratte à beurre.

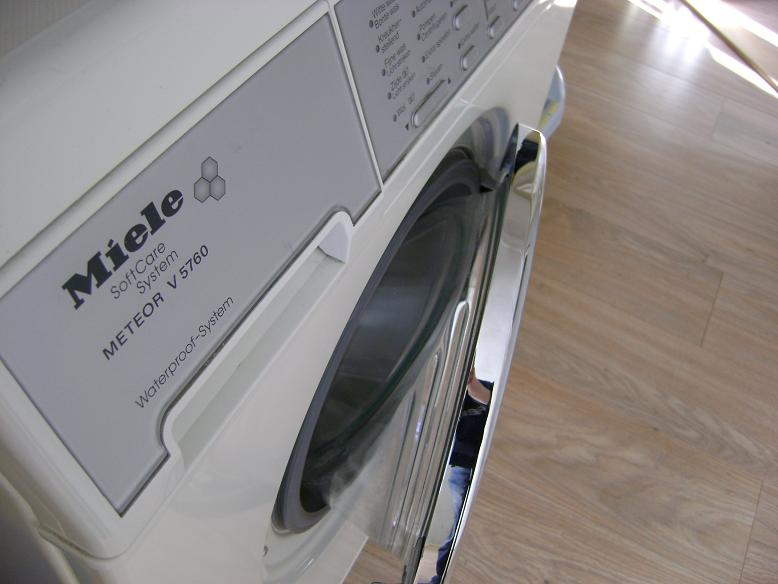
Une machine à laver de la marque

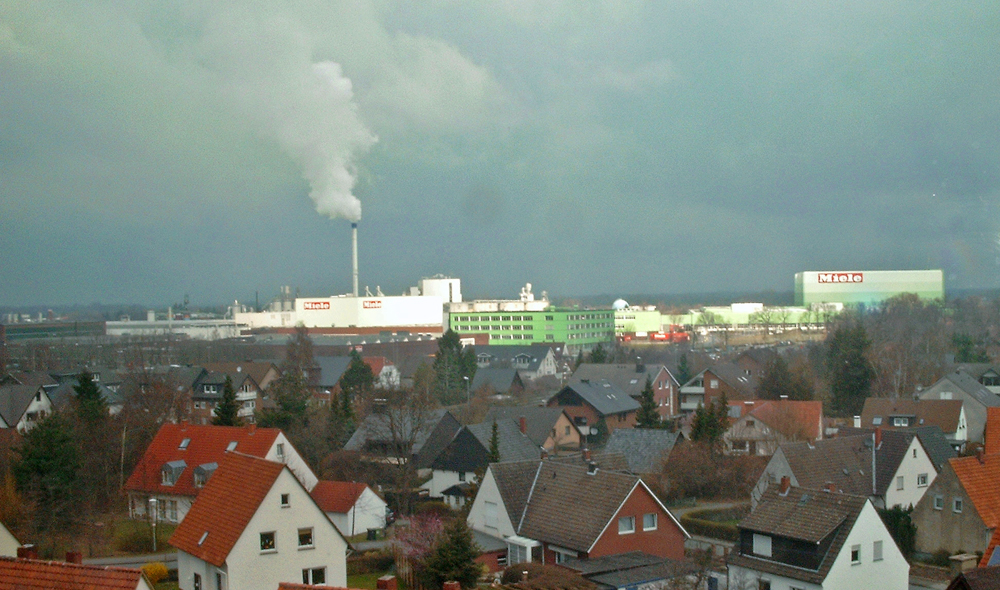
L'usine Miele à Gütersloh

Miele est une entreprise familiale allemande fabricant des appareils électroménagers et professionnels haut de gamme. La firme est basée à Gütersloh.

## Histoire
L'entreprise est créée en 1899 dans le petit village de Herzebrock en province de Westphalie par Carl Miele (1869–1938) et Reinhard Zinkann (1864–1939). Elle fabrique tout d’abord des centrifugeuses à lait, puis des barattes à beurre, avant de fabriquer la première machine à laver, basée sur les mêmes techniques.
Elle s’essaie ensuite à la fabrication d'automobiles et en produira 143 exemplaires, puis de bicyclettes en 1911.
En 1927, Miele se lance dans la production d'aspirateurs. En 1929, l'entreprise fabrique le premier lave-vaisselle électrique d'Europe. À partir de 1930, elle se met à construire des vélomoteurs.
Pendant la Seconde Guerre mondiale, Miele fabrique des unités de commande pour des torpilles de la Kriegsmarine.
Pour ce faire, elle emploie des travailleurs forcés et des prisonniers de guerre.
Au milieu des années 2010, Miele ouvre ses produits au domaine des objets connectés avec les technologies MobileControl, SmartStart, Con@ctivity 2.0, Miele@home.

## Chiffres
Répartition des ventes en pourcentage du chiffre d'affaires 2011/2012 : électroménager 77 % (soin du linge 26 %, cuisson 20 %, lave-vaisselle 13 %, entretien des sols 8 %, réfrigération 8 %, préparation de boissons 2 %), produits professionnels 13 %, service clients 7 %, produits et accessoires d'entretien 3 %.
Répartition des dépenses connues de l'année fiscale 2011-2012 en pourcentage du chiffre d'affaires : frais de personnel 41 % (salaires 29 %, provisions de pensions 12 %), fournisseurs 27 %, investissements 6 %, recherche et développement 6 %. Total : 80 %.

## Production
L'entreprise Miele a un modèle industriel d'intégration avec une maîtrise de la fabrication de composants pour appareil électroménagers,.
Miele possède douze sites de production, dont huit en Allemagne, six dans le reste de l'UE et une en Chine,.

## Durée de vie
Miele prévoit une durée de vie de 20 ans sans panne pour ses lave-linge, soit 10 000 heures d'utilisation.
D'après Test-Achats, les appareils de la marque sont classés premiers ou deuxièmes en matière de fiabilité et de satisfaction globale des utilisateurs pour les aspirateurs, lave-vaisselle, sèche-linge et particulièrement pour les lave-linge. 

## Dureté de l'eau
L'unité de dureté de l'eau utilisée par les machines Miele est le degré allemand °dH (ou °GH). La correction à appliquer est indiquée dans les manuels. Un réglage d'usine à 14 °dH correspond à une eau à 25 °fH.

## Litérature
- Andrea Schneider-Braunberger: Miele im Nationalsozialismus. Ein Familienunternehmen in der Rüstungs- und Kriegswirtschaft. 2023, ISBN 978-3-8275-0188-2